# Вайшнавізм

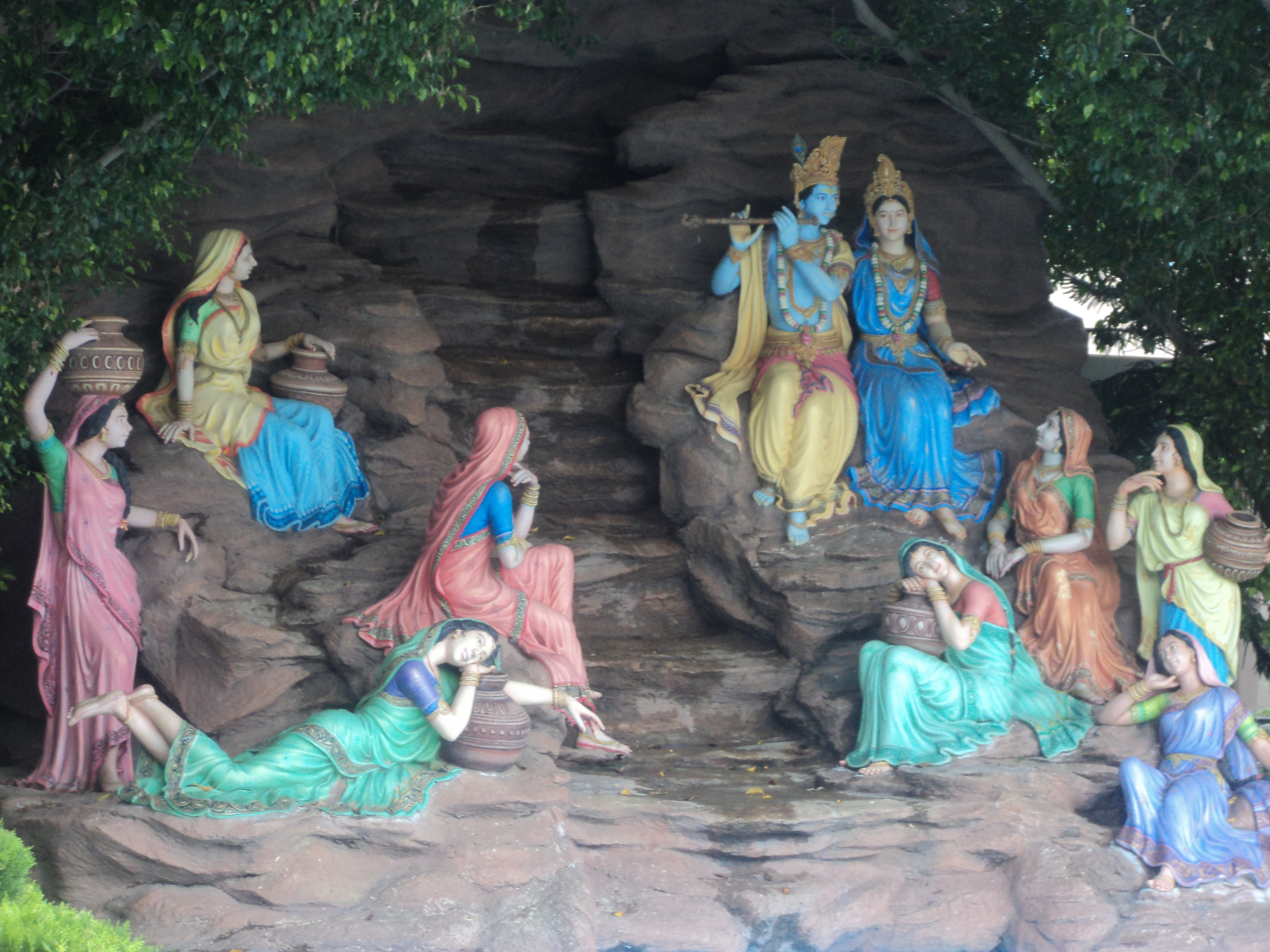
Кришна і ґопі. Матхура

Вайшнавізм або вішнуїзм (санскр. वैष्णव धर्म) — один з основних напрямів в індуїзмі, особливістю якого є поклоніння Господу Вішну і його Дашаватара (10 головних аватар) (особливо Господу Рамі і Господу Крішні). Усі гілки вайшнавізму характеризує прихильність до монотеїзму. Іноді називається також бгаґаватизм, від Бгаґаван. Вірування і практики даної традиції, особливо такі ключові концепції як бгакті і бгакті-йога, в основному базуються на пуранічних текстах, як-от «Бгаґават-Ґіта», «Вішну-Пурана», «Падма-Пурана», «Бгаґавата-пурана» («Шрімад-Бгаґаватам») і ведичних текстах, як-от канонічні Упанішади, що входять до складу Вед.
Послідовників вайшнавізму зазвичай називають «вайшна́вами» або «вішнуїтами». Згідно з останніми статистичними даними, вайшнави становлять приблизно 70 % від числа всіх послідовників індуїзму. Переважна більшість вайшнавів проживають в Індії, (самоназва країни — Бгарата).
Ґаудія-вайшнавізм (також відомий як крішнаїзм), одна з гілок цієї деномінації, починаючи з 1960-х років розповсюдився по всьому світу. Це відбулося в основному завдяки проповідям Бгактіведанти Свамі Прабгупади і заснованого ним Міжнародного Товариства Свідомості Крішни.

### Чотири Вайшнавських сампрадаї
У вайшнавізму існують чотири основних богословських традиції, званих сампрадаї, які беруть свій початок у однієї з ведійських особистостей. Кожна з сампрадай має свою власну філософську систему, в якій по-різному тлумачаться взаємини між Дживою і Богом (Вішну).
- Рудра-сампрадая (шуддха-адвайта «чистий монізм») основоположником був Валлабхачар'я.
- Брахма-сампрадая (Двайта «дуалізм») основоположником був Мадхавачар'я. Двайта пізніше отримала свій подальший розвиток у філософії ачінтья-бгеда-абгеда «незбагненне єдність і відмінність», яку вперше виклав основоположник Гаудія-вайшнавізму Чайтанья Магапрабгу.
- Лакшмі-сампрадая (вішішта-адвайта «особливий монізм») основоположником був Рамануджі
- Кумара-сампрадая (Двайта-адвайта «монізм-дуалізм») основоположником був Німбарка

Тантричні течії вайшнавізму — сагаджія і радаваллаба. Радгаваллабга-сампрадая — сампрадая всередині вайшнавізму, основоположником якої був Гауді-Вайшнавський богослов Гарівамша Госвамі. У богослов'ї Радгаваллабга-сампрадаї центральну роль відіграє поклоніння Радгі — вічній коханій Крішни, яка вважається його жіночою іпостассю. У святому місці паломництва індуїзму Вріндавані існує Храм Радга-Валлабгі — це храм Радга-Крішни, в якому замість божества Радгі поряд із божеством Крішни розташована корона, яка символізує Радгу.